# АППС К-134
АППС (рос. Адресная проектно-производственная система) К-134 — серія великопанельних житлових будинків для будівництва в Києві, Донецьку та Кривому Розі. Перший будинок цієї серії було споруджено у 1984–1986 роках в другому мікрорайоні Оболоні в Києві.
Серія була розроблена у 1984—1987 роках архітектором С. Синіциною. В основі серії лежать 12 об'ємно-планувальних елементів (УОПЕ; 2 варіанти сходово-ліфтового вузла і 5 дзеркальних пар житлових: пара внутрішніх, дві пари торцевих рядових і дві пари торцевих кутових), що обумовлює величезну різноманітність планувань та блок-секцій. Зовнішні стіни зроблені з керамзитобетонних панелей, внутрішні стіни та перекриття — із залізобетонних панелей, перегородки — гіпсоблочні.
Характерними ознаками будинків данної серії є:
- Рельєф зовнішніх стін панелей, частково фарбований, частково обкладений плиткою;
- Вирізи огорожі балкону сходів;
- Скошені балкони у внутрішніх прямих кутах стін.

В пізніших варіантах плитка пофарбована, ще в пізніших — відсутня. В останніх варіантах будинки утеплені пінопластом або облицьовані вентильованою фасадою «марморок», рельєф панелей і скошені балкони відсутні.

## Розповсюдження серії
Серія вперше була застосована у другому, зразково-показовому мікрорайоні Оболоні у вигляді каскадних 10-16-поверхових житлових будинків, облицьовані зеленою та синьою плиткою (1984—1986 років побудови). Надалі серія зазнала невеликих змін — замість каскадних стали зводитися протяжні будинки-пластини на 12-16 поверхів, а колір плитки змінили на бежевий та коричневий. На початку 2000-х років серію знову модернізували (серія АППС-Люкс, архітектор Гіпроцивільпромбуд) — кольори облицювальної плитки урізноманітнилися, були додані додаткові вікна на сходовій клітці, замість дерев'яних вікон стали ставити пластикові. Урізноманітнили й зовнішній вигляд загалом — так, на вулиці Північній на Оболоні з'явився житловий 16-поверховий будинок із синіми пірамідальними завершеннями під'їздів, а на вулиці Пулюя у Кадетському Гаї було збудовано будинок із пентхаусами. З 2004 року почалося будівництво 22-поверхових будинків серії АППС-М (Київпроєкт, головний архітектор І. Н. Пиринець) — на Позняках, Троєщині та Новобіличах.
Будинками цієї серії забудовано північ Оболоні, Троєщина, Харківський масив, Позняки, Осокорки, Воскресенка, Лісовий масив, Нивки, Біличі, Теремки . Також будинки АППС можна зустріти в Донецьку, Луганську та Харцизьку — там вони 10-12-поверхові, облицьовані київською бежевою плиткою, єдина відмінність — в оформленні під'їзних доріг; у Кривому Розі — там ці будинки облицьовані синьою, коричневою та білою дрібною плиткою («кабанчик») без характерних білих смуг, поверховість — 12—16 поверхів, і серія називається КР-134.

## Характеристики серії
Висота приміщень — 271 см, поверху — 280 см. Крок поперечних стін 3,6 м. У серії запроектовано 3 варіанти 1-кімнатних квартир (41/12; 34/12; 49/18 м2), 2 варіанти 2-кімнатних (53/30 м 2), 5 варіантів 3-кімнатних (74/43; 73/44; 71/43; 74/44 м2) та один 4-кімнатний (95/55 м2). У 3-4-кімнатних квартирах є хол площею 10-11 м2. У кожній секції від двох до трьох пасажирських та вантажопасажирських ліфтів. Кухонні плити електричні.

## Галерея

### Київ

#### АППС К-134

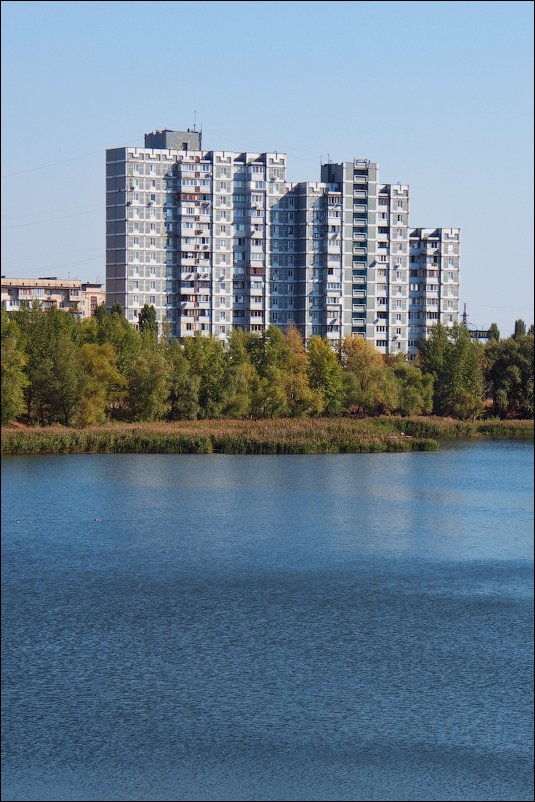
перший будинок серії, Оболонь, вул. Йорданська, 1а, 1984–1986
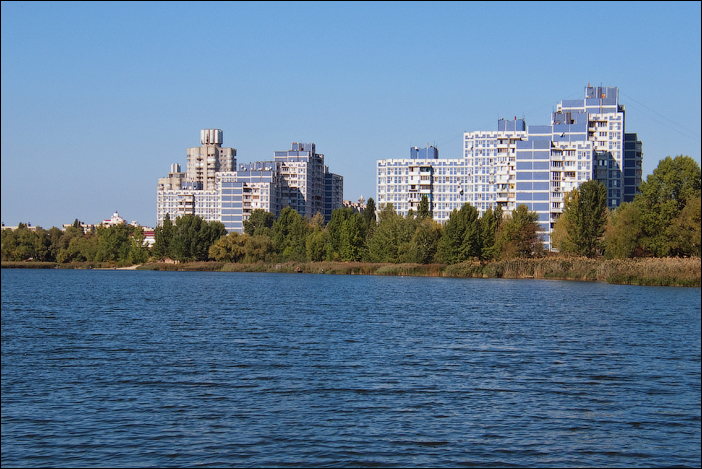
забудова набережної Йорданського озера (Оболонь)
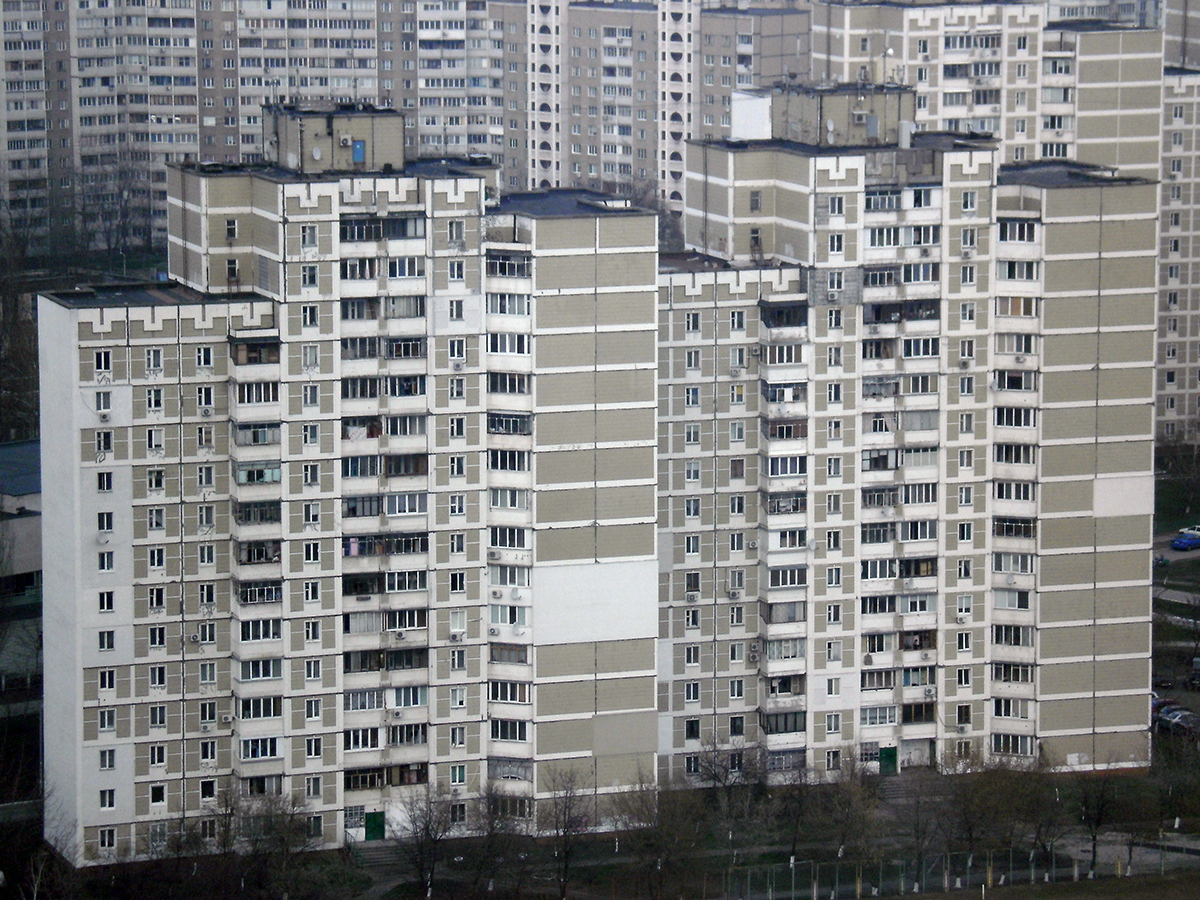
Харківський, вул. Ревуцького, 11г, 1989
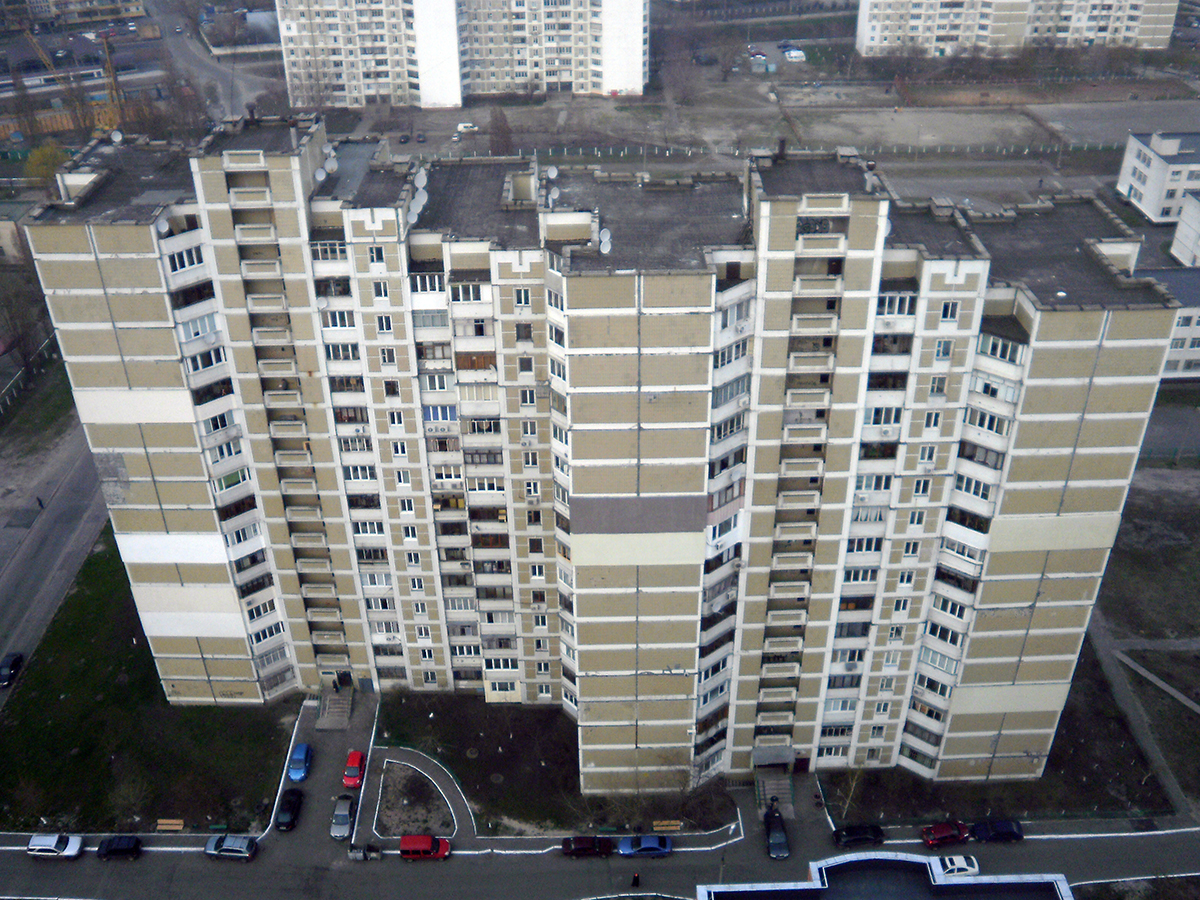
Харківський, вул. Ревуцького, 11а, 1993
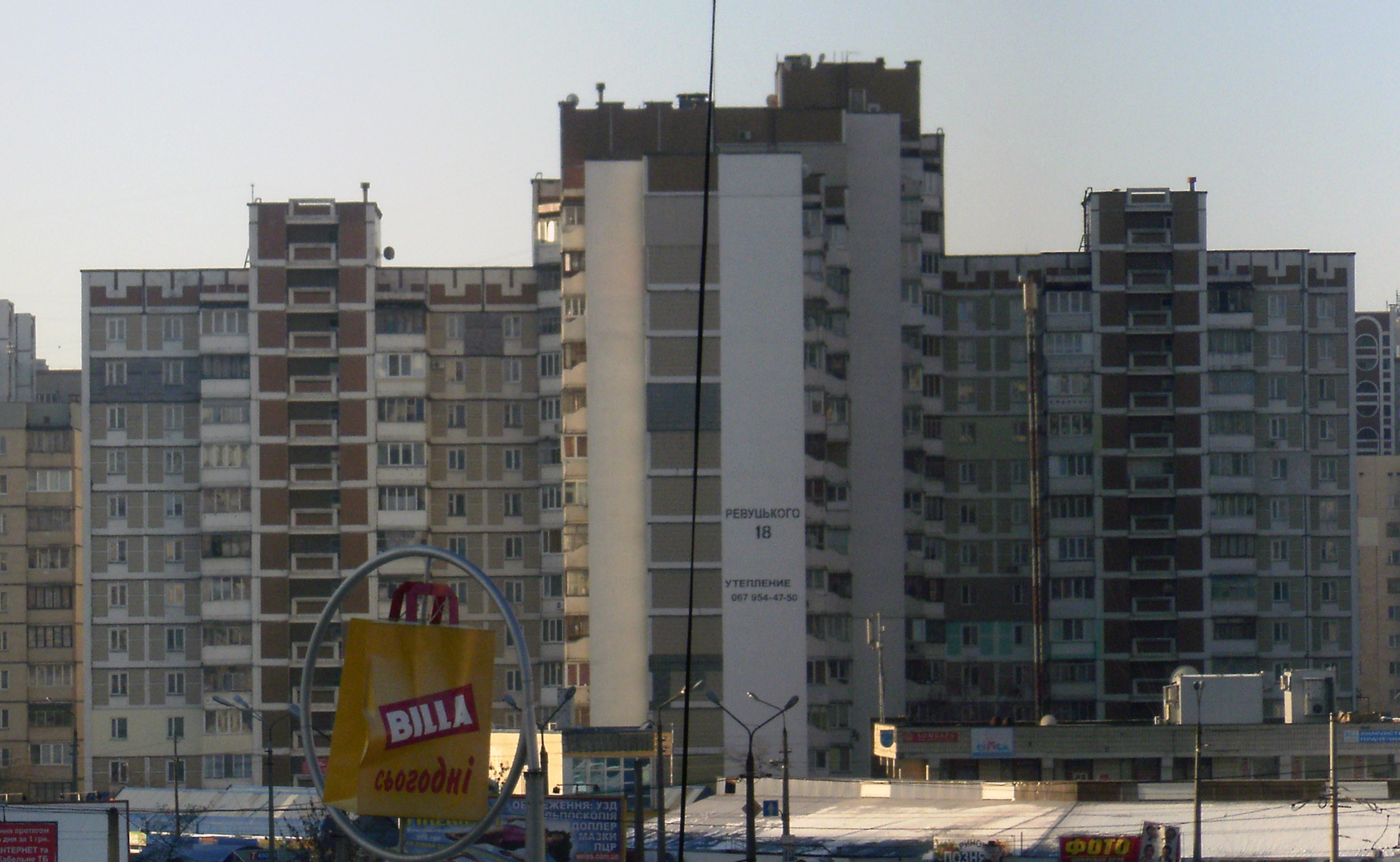
Позняки, вул. Ревуцького, 18, 1990
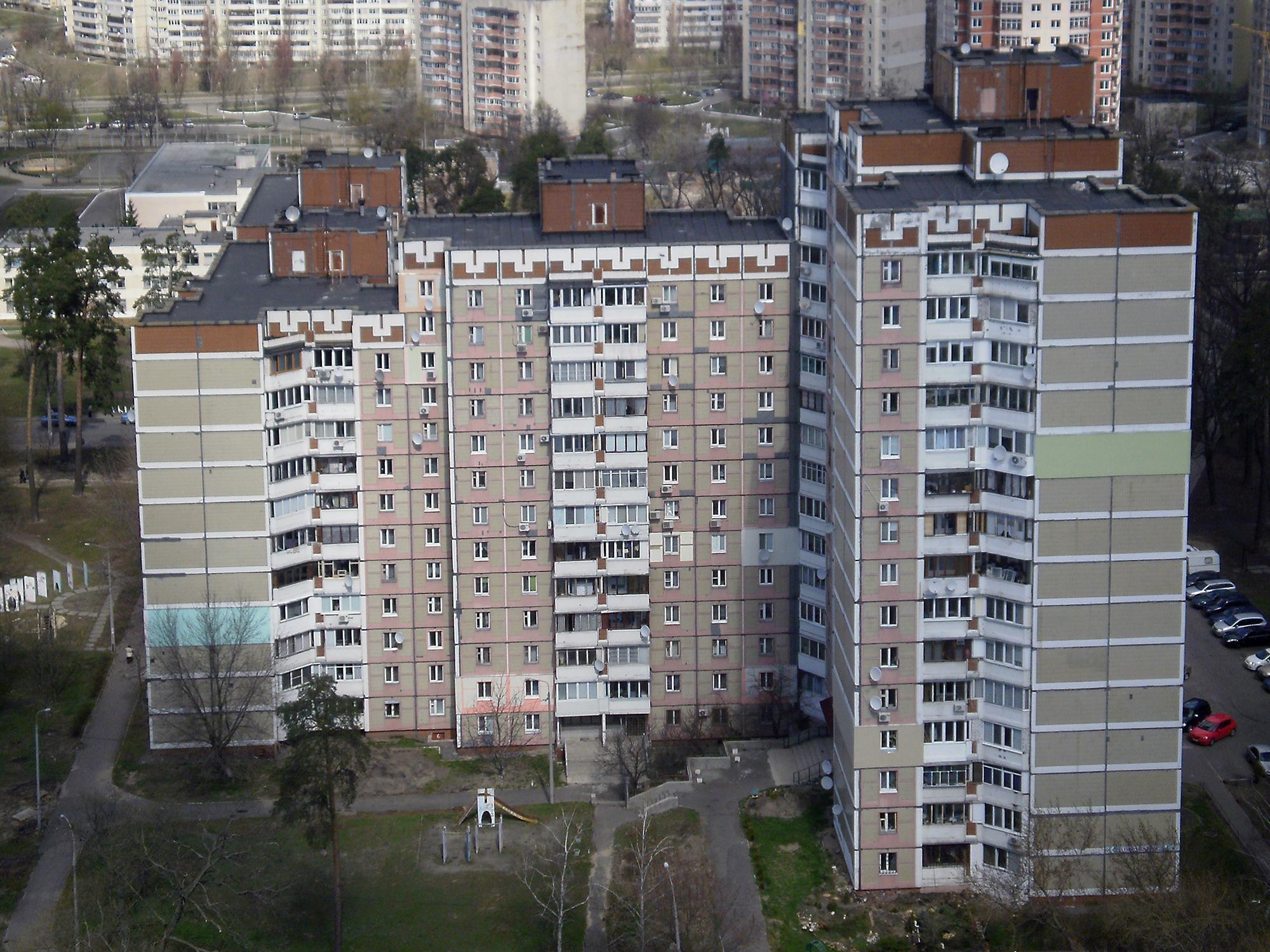
Біличі, вул. Ореста Васкула, 49, 1990
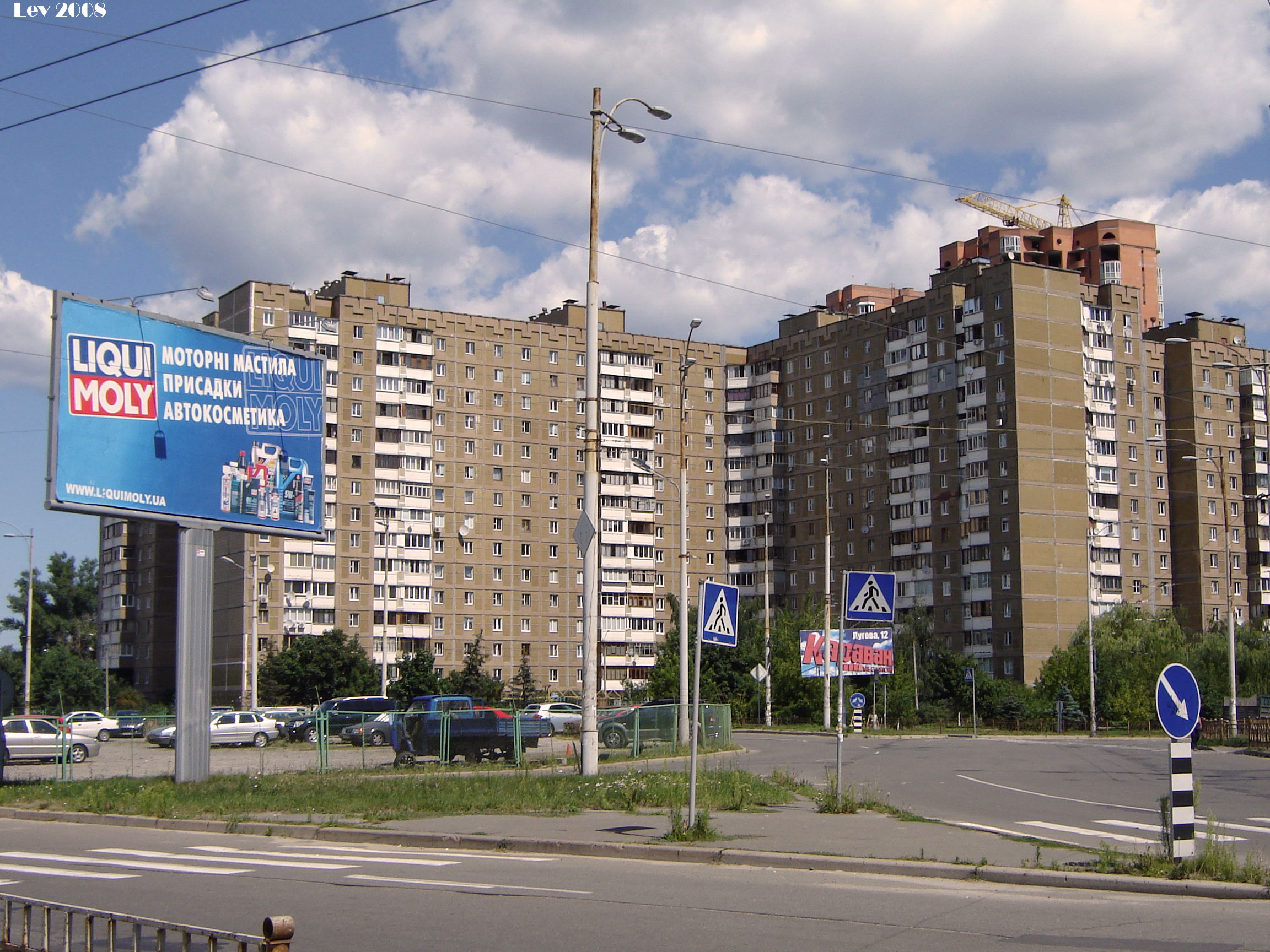
Біличі, вул. Чорнобильська, 24/26, 1993
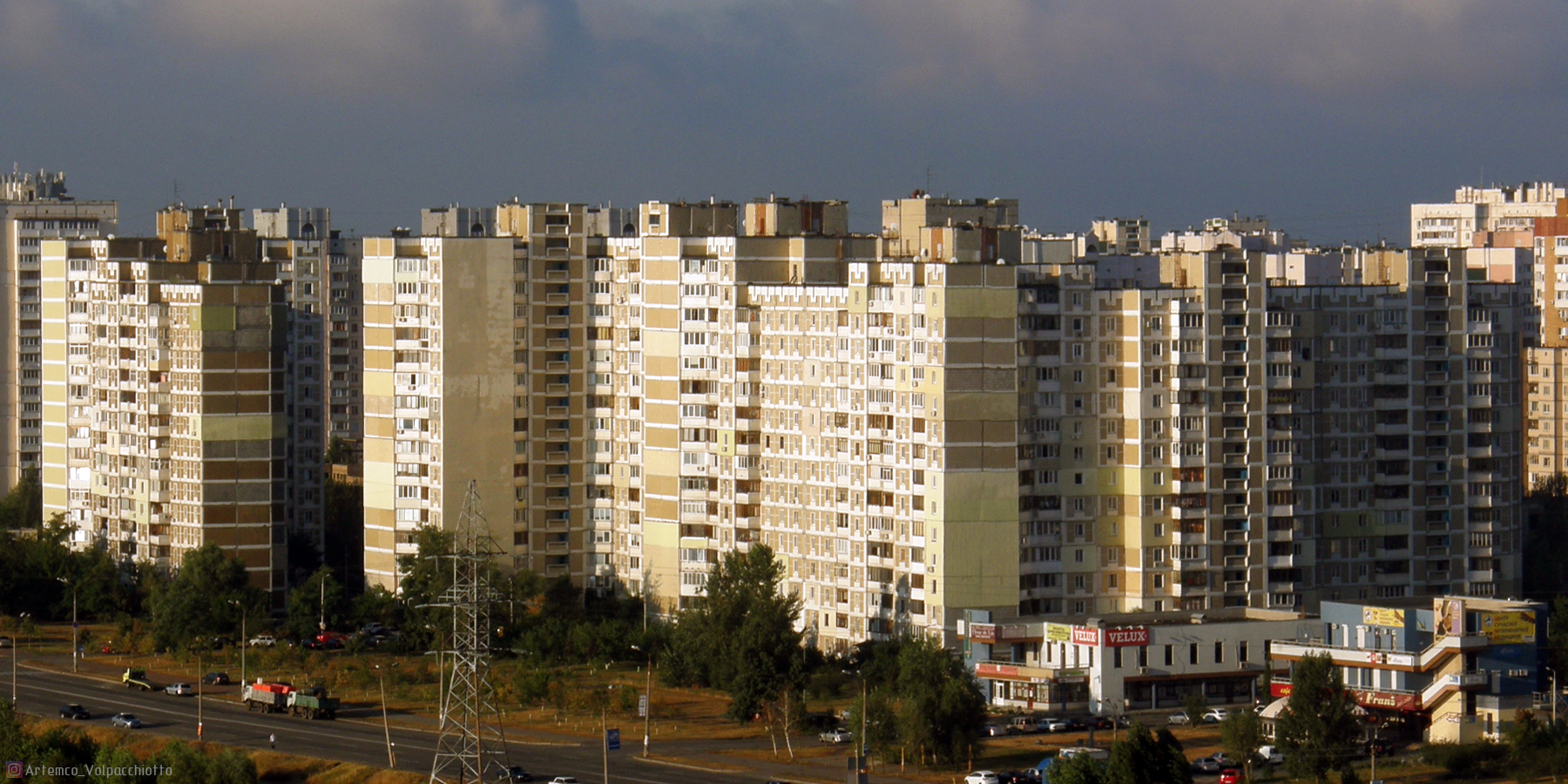
Осокорки, вул. Вишняківська, 6а і вул. Ревуцького, 44, 1995 р.

#### АППС-Люкс

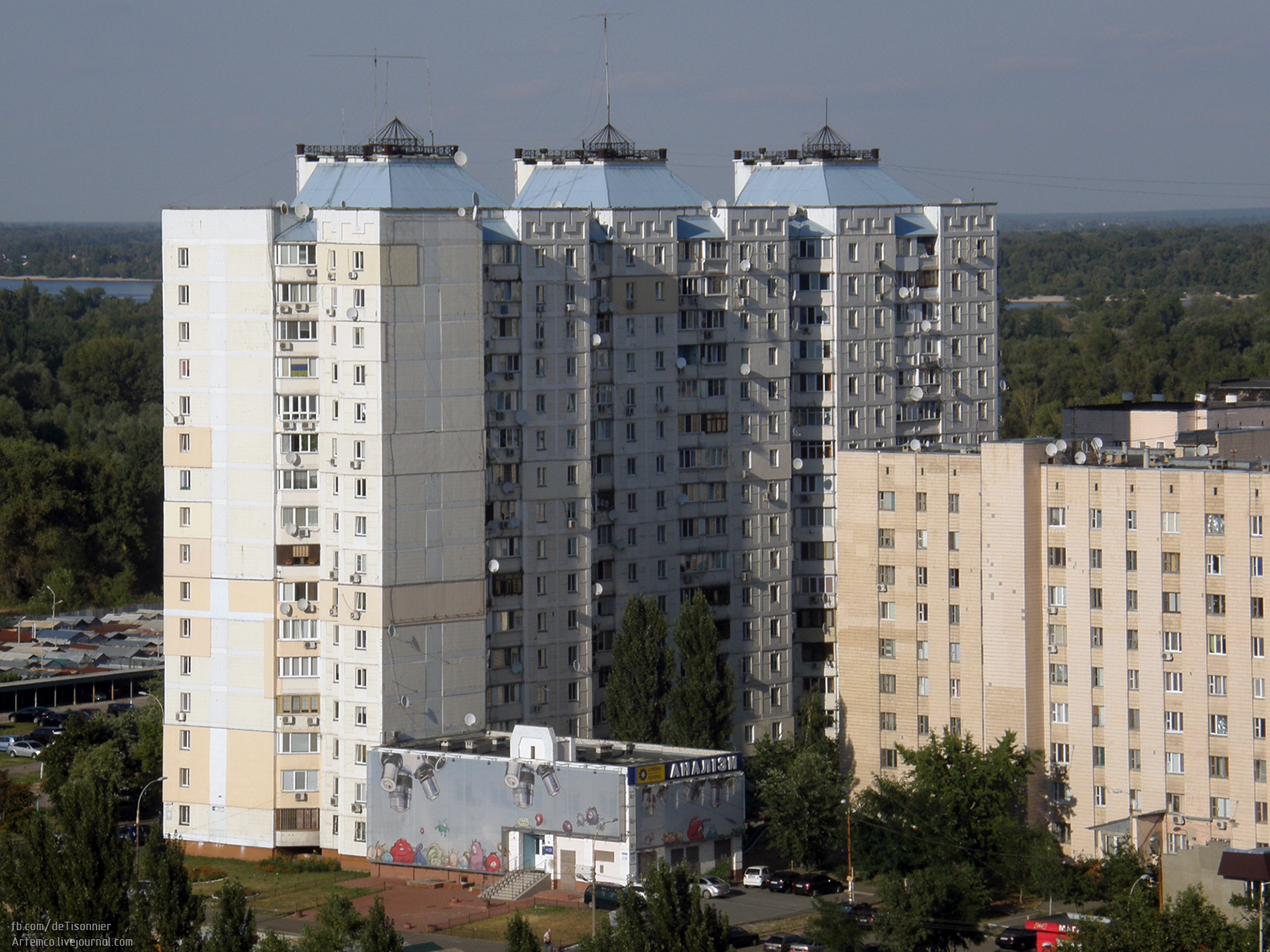
Оболонь, вул. Північна, 2/58 Оболонський просп., 1996 р.
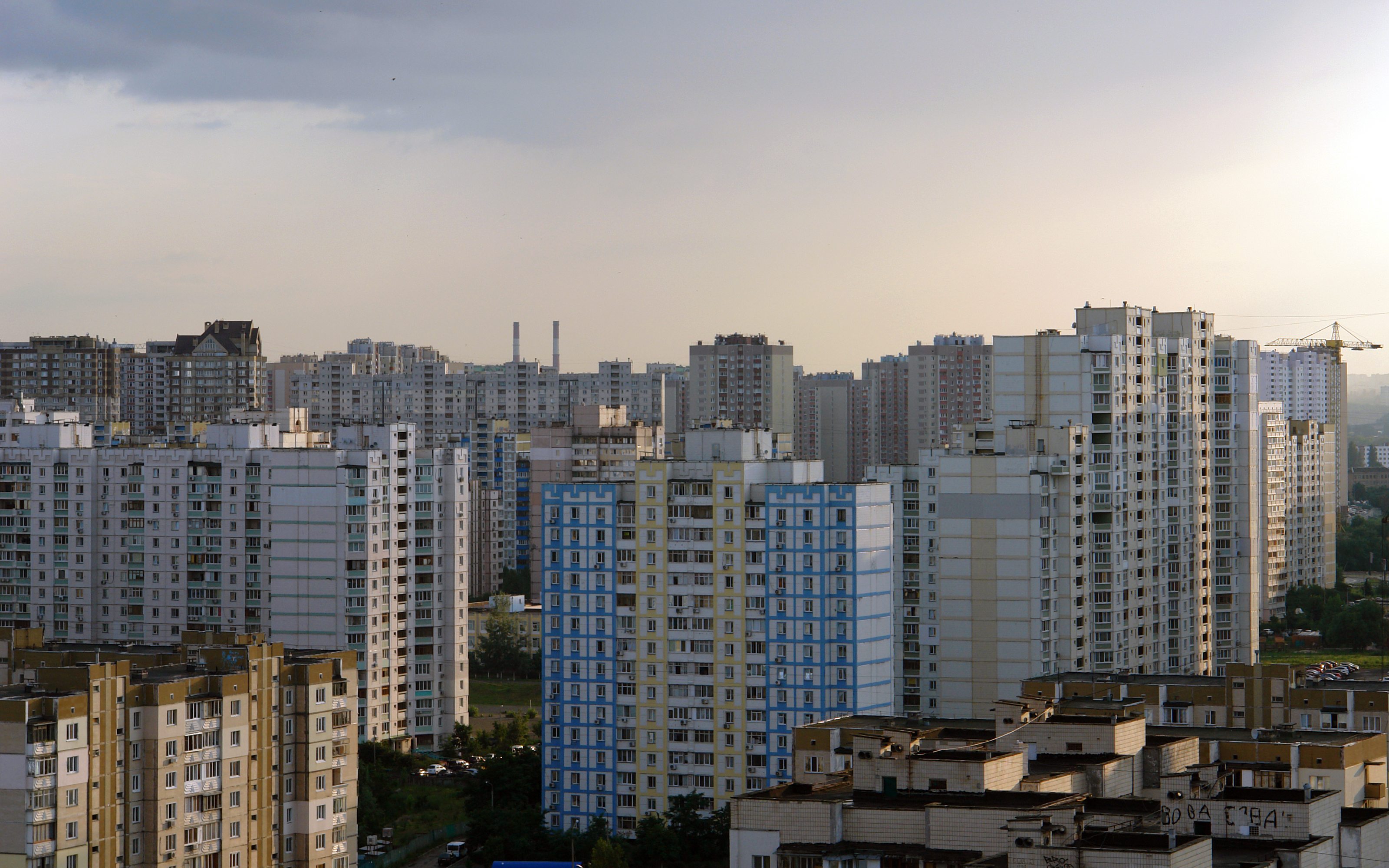
Позняки, на другому пляні будинки по вул. Драгоманова: №№ 12а (2004 р.), 8 (2003 р.) і 8а (2005 р., АППС-М)

#### АППС-М

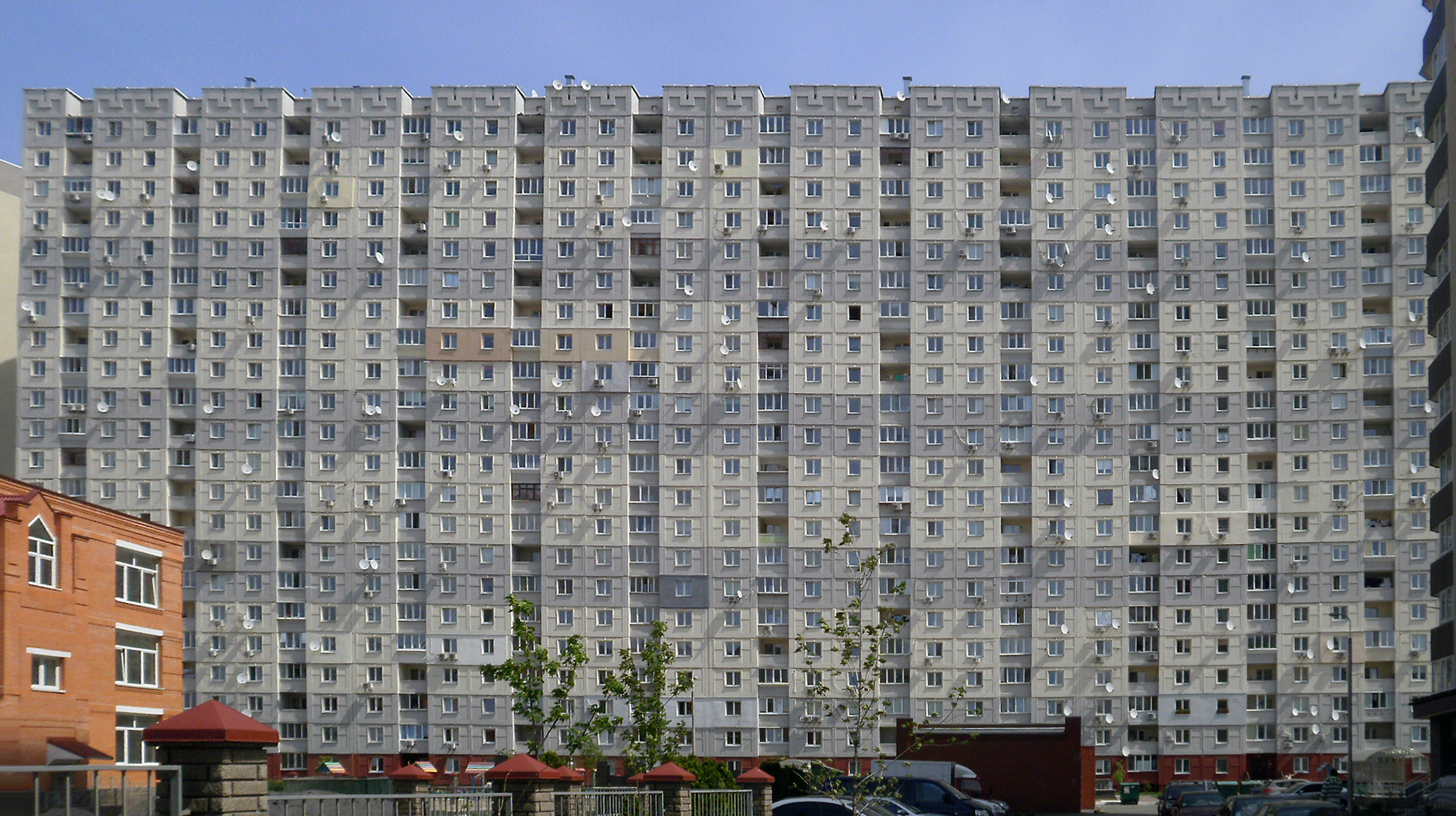
Позняки, просп. Григоренка, 18а, 2008
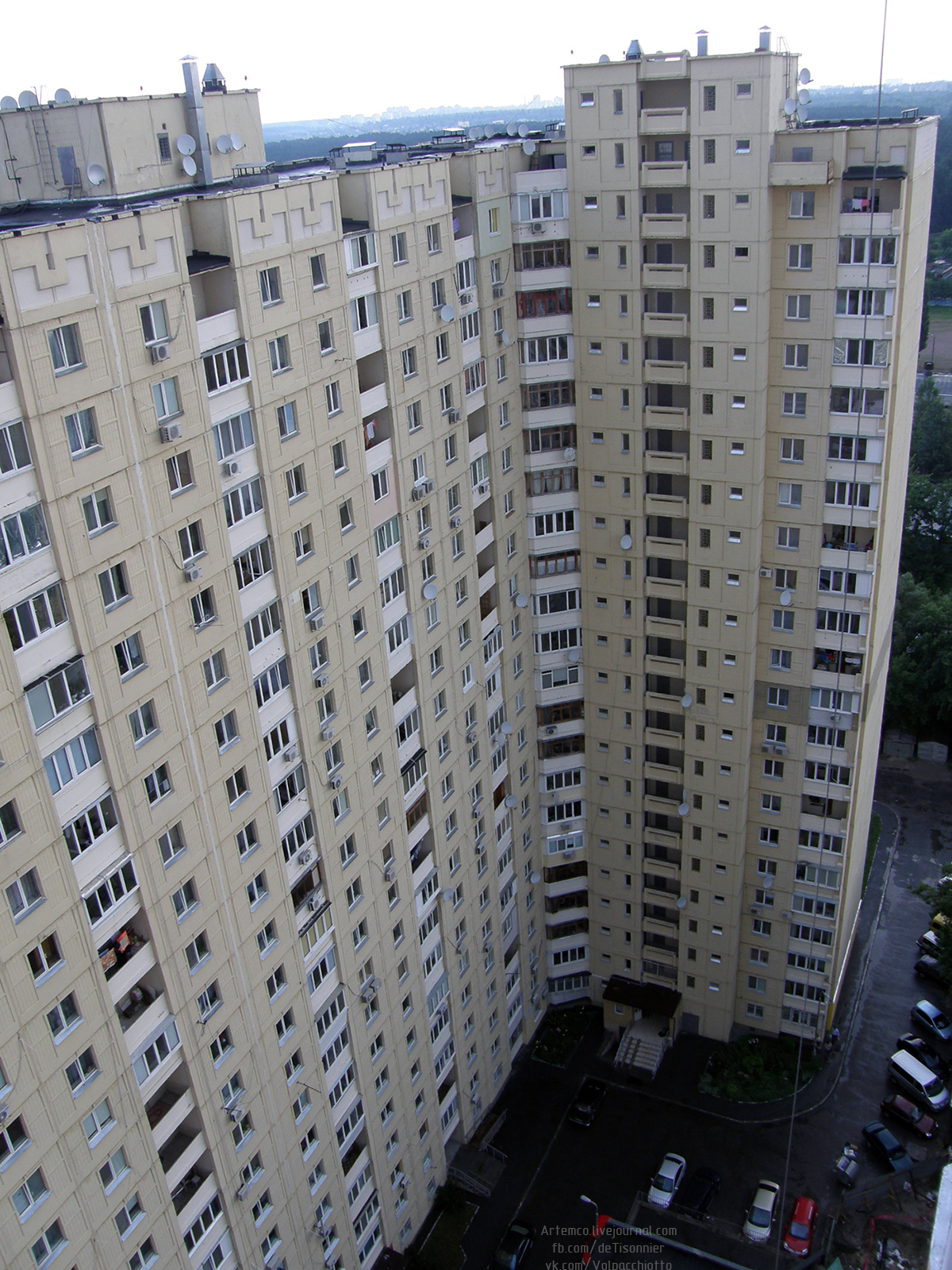
Новобіличі, вул. Олевська, 7, 2008–2009
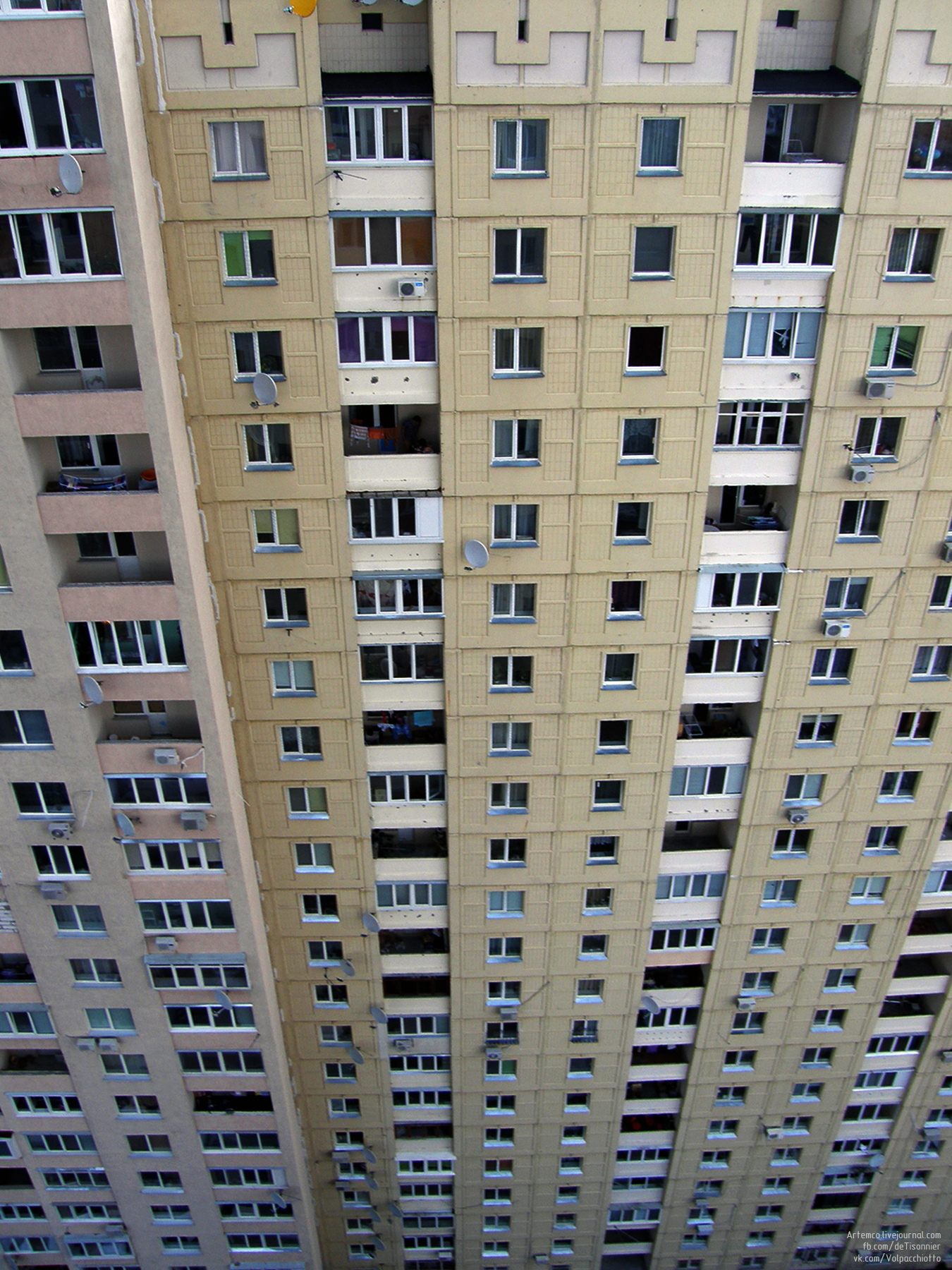
Новобіличі, вул. Олевська, 7, 2008–2009
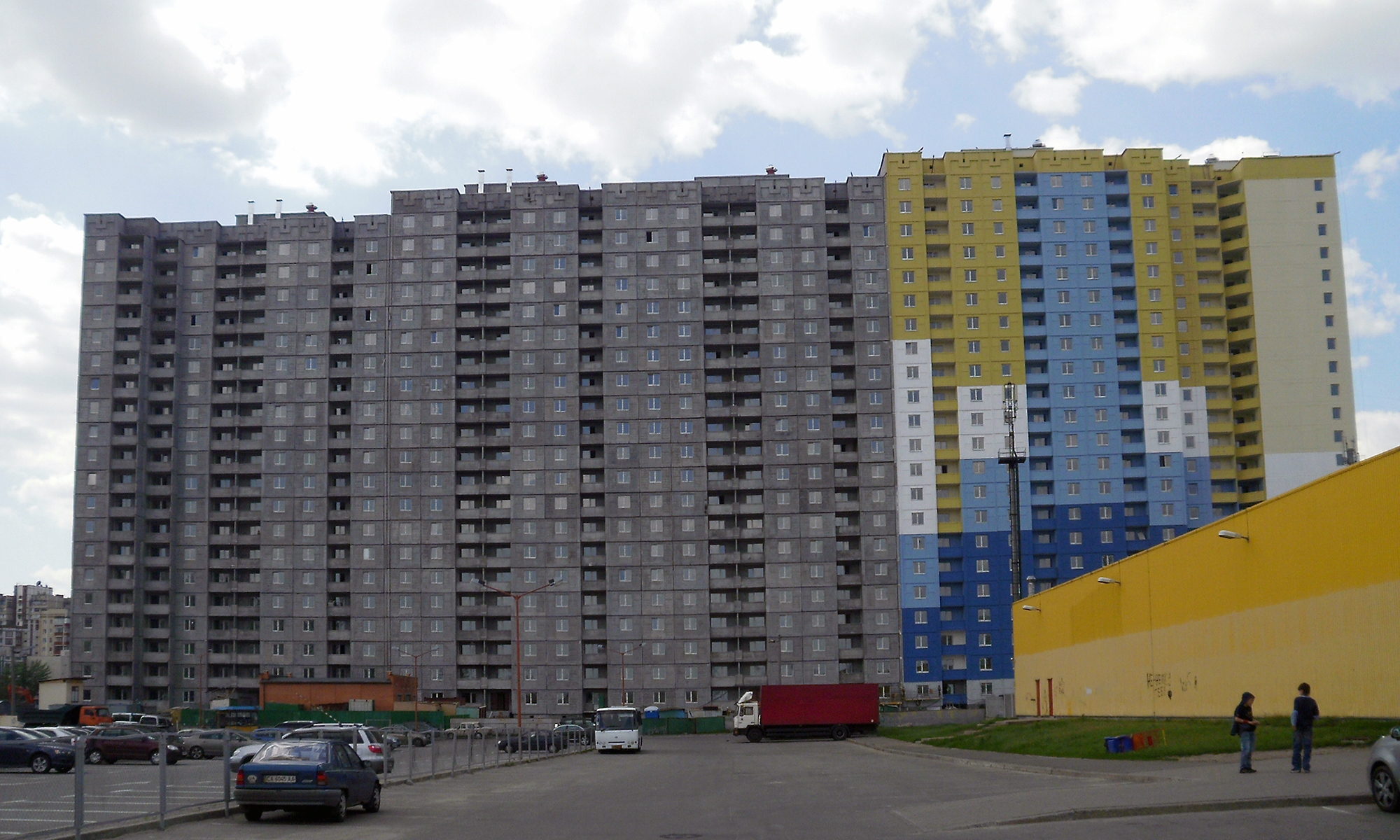
Троєщина, вул. Данькевича, 8, під час будівництва у 2010
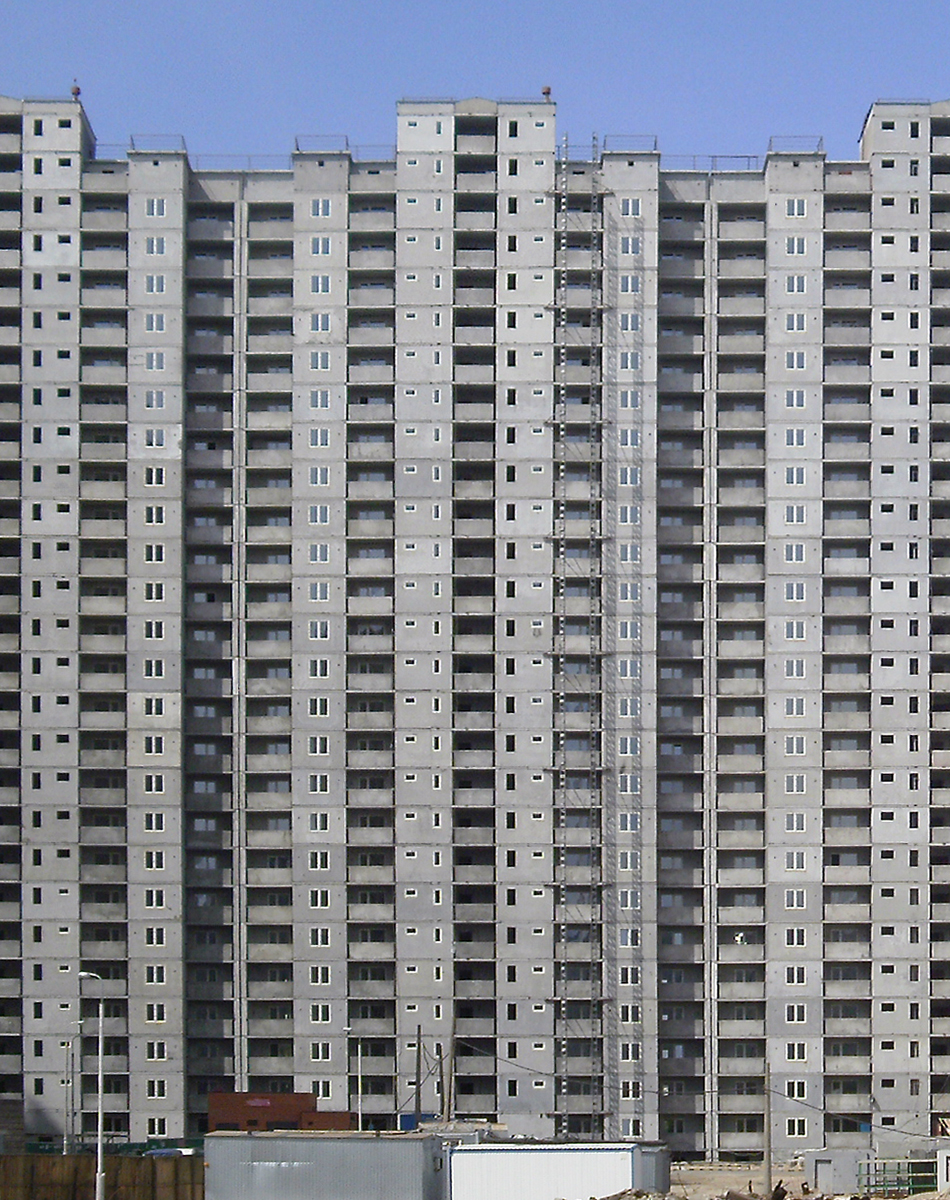
Позняки, вул. Урлівська, 38, будується, 2011
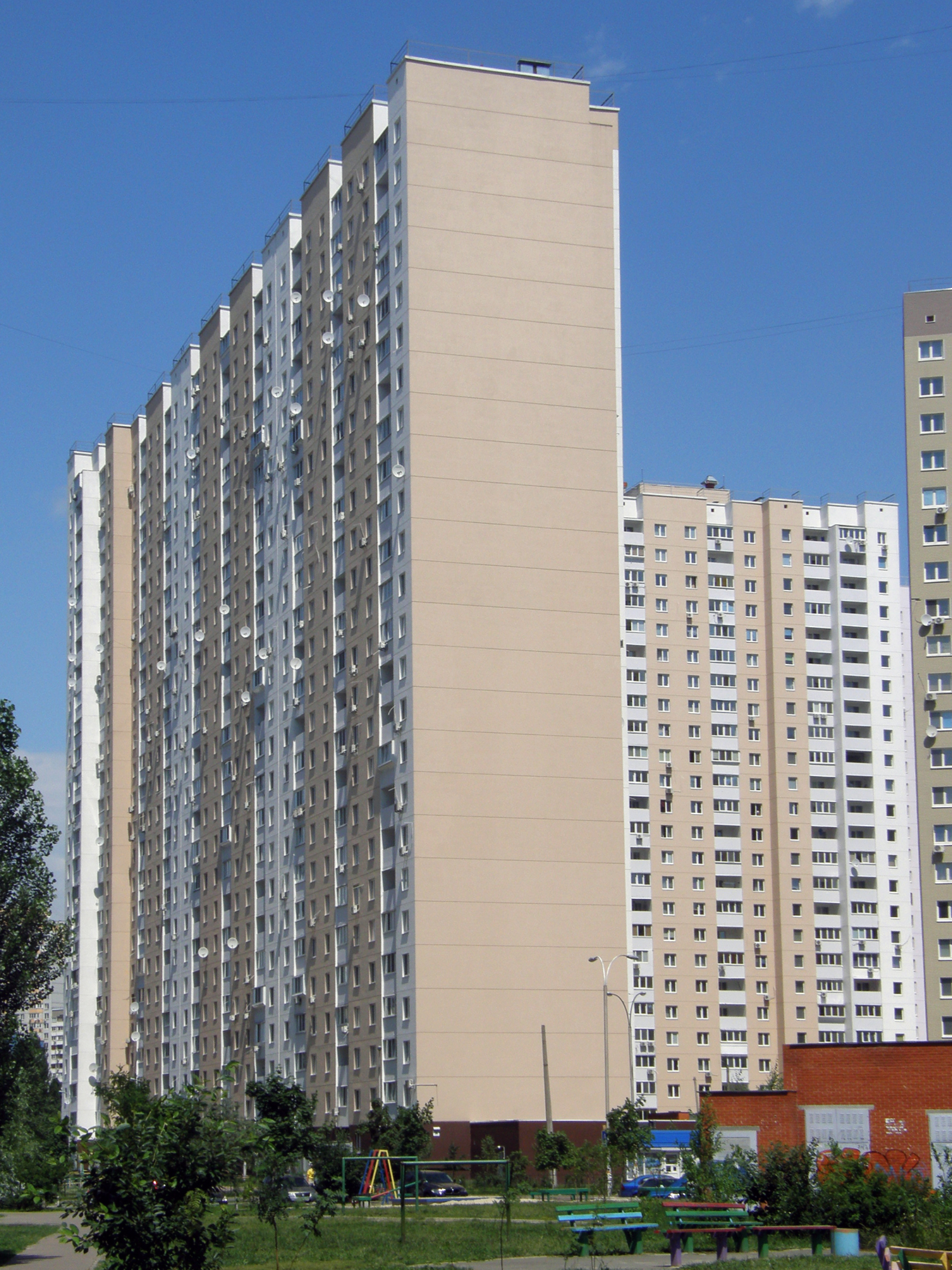
Позняки, вул. Урлівська, 38, 2011
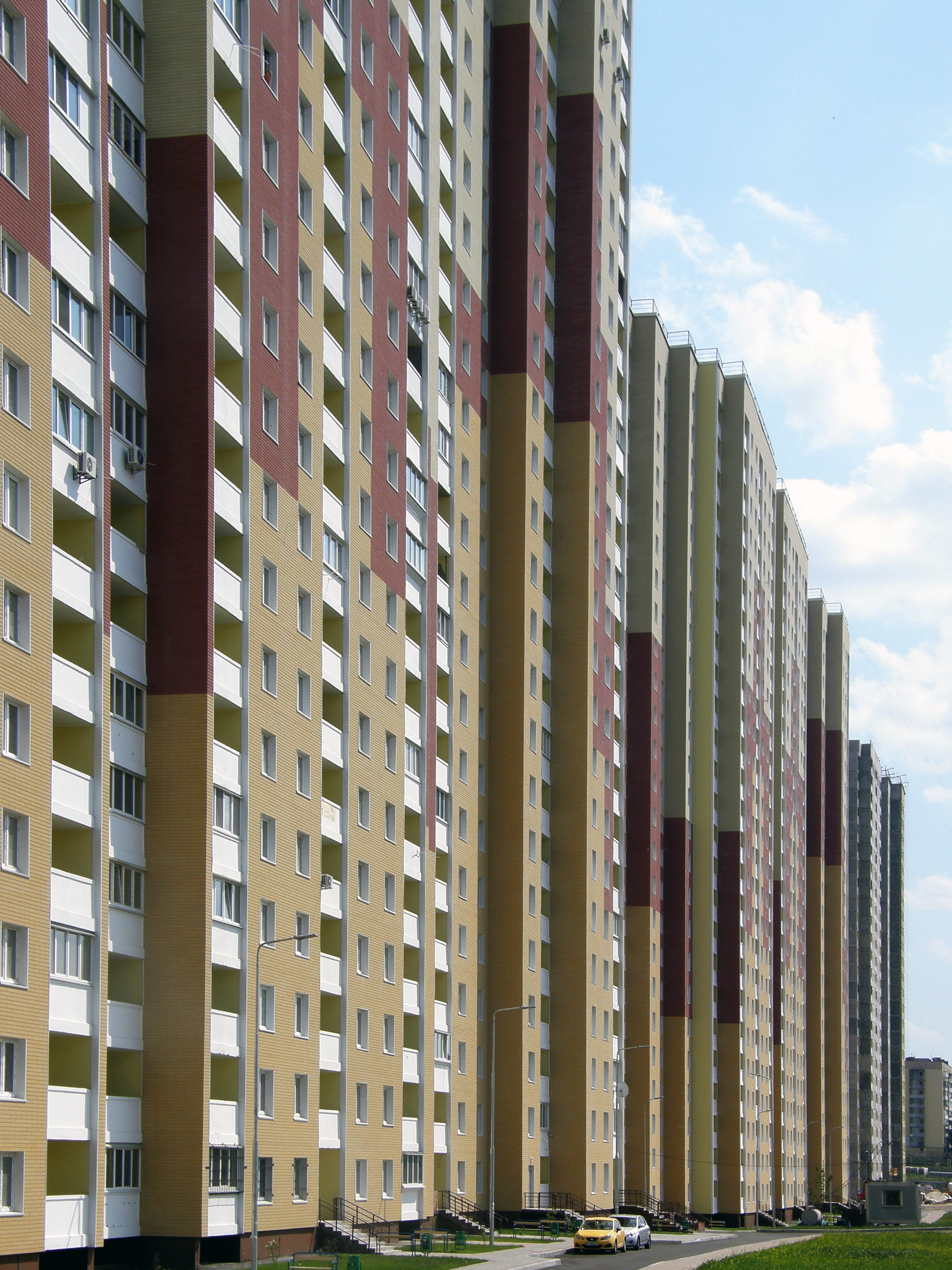
Кристер-Град (вул. Данченка, 1–5)
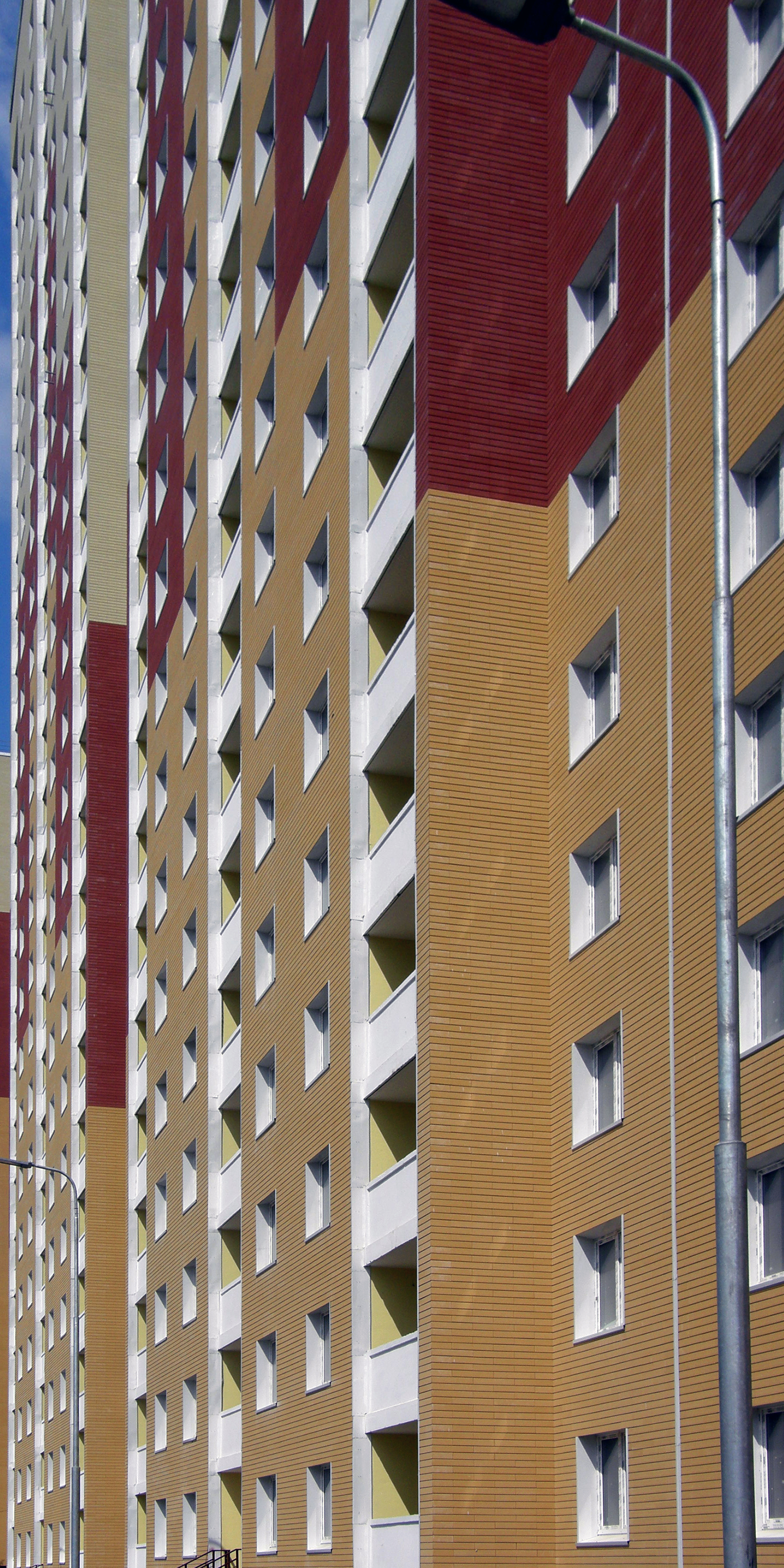
Кристер-Град (вул. Данченка, 1–5), навісна фасада системи «марморок»

### інші міста

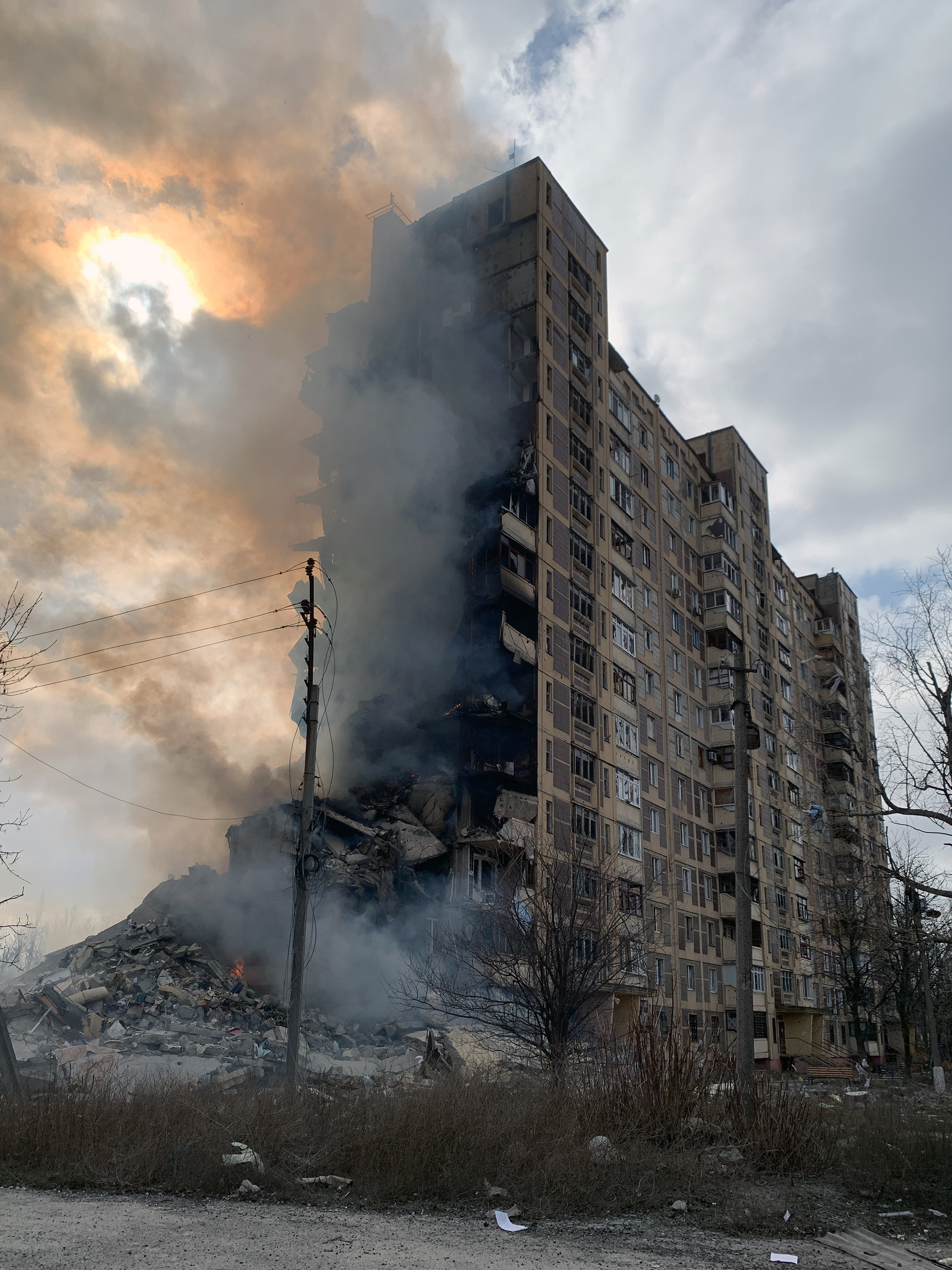
Авдіївка, вул. Грушевського, 81, частково зруйнований російським обстрілом 17 березня 2023
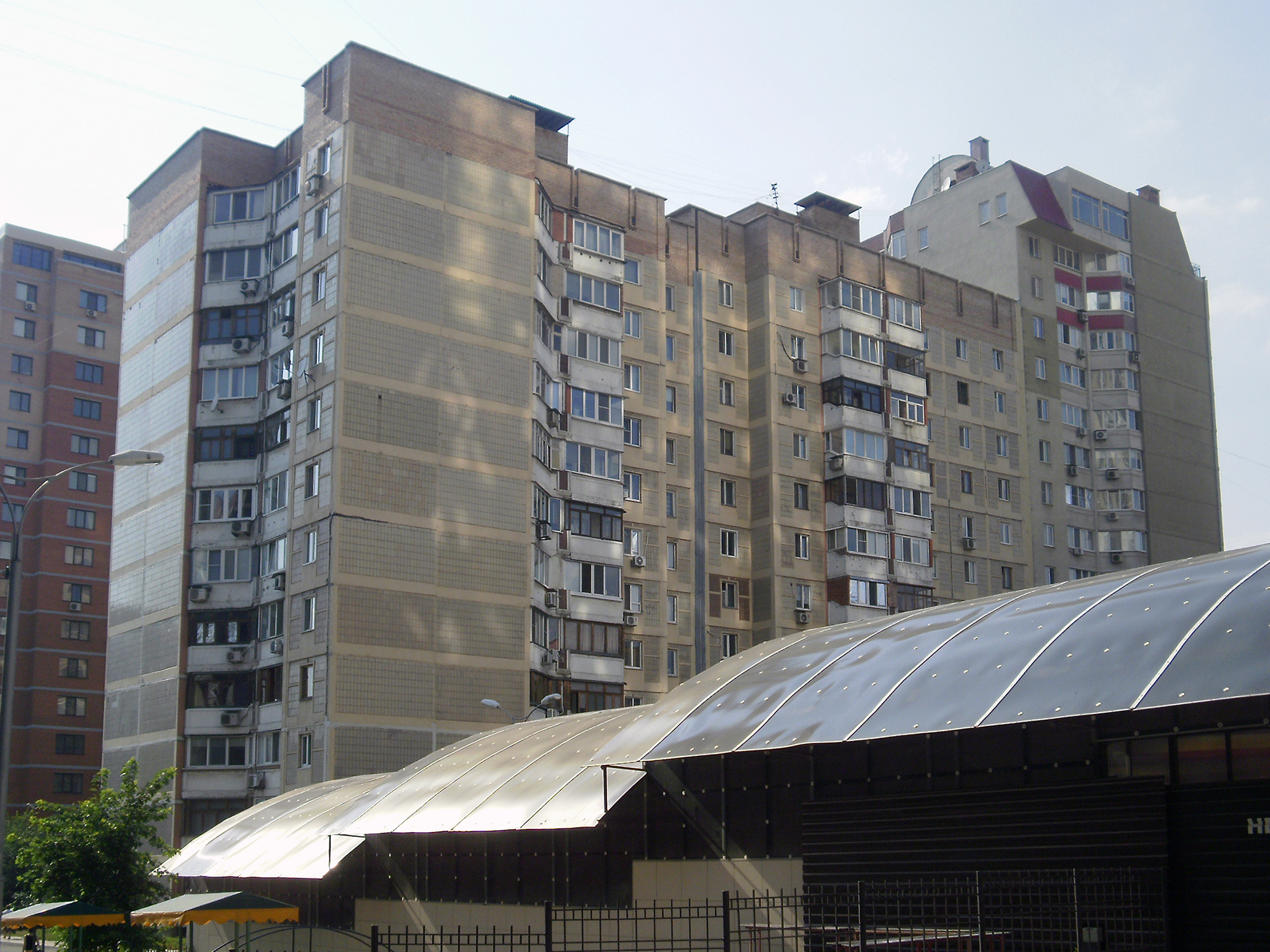
Донецьк, просп. Ілліча, 19
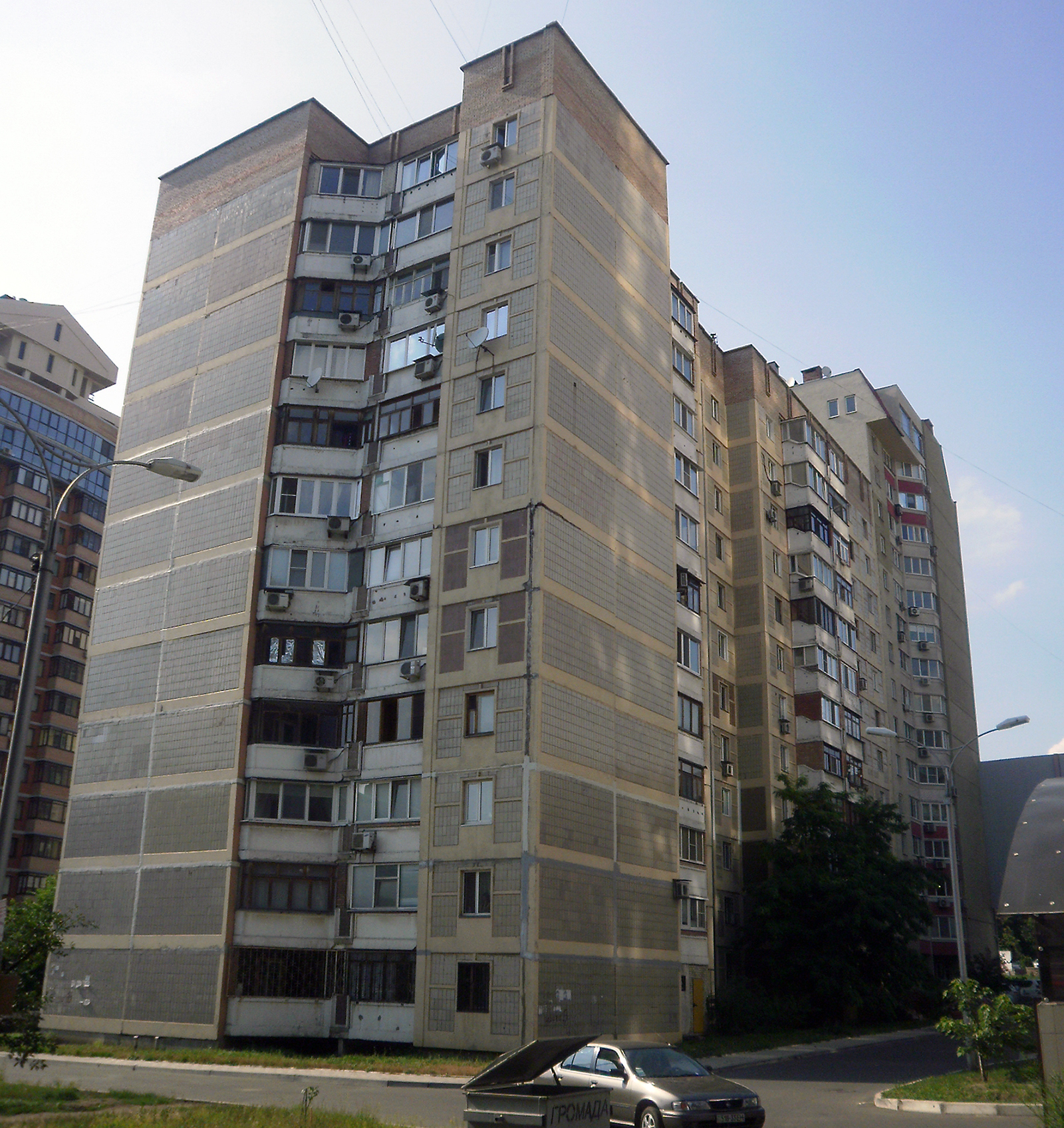
Донецьк, просп. Ілліча, 19
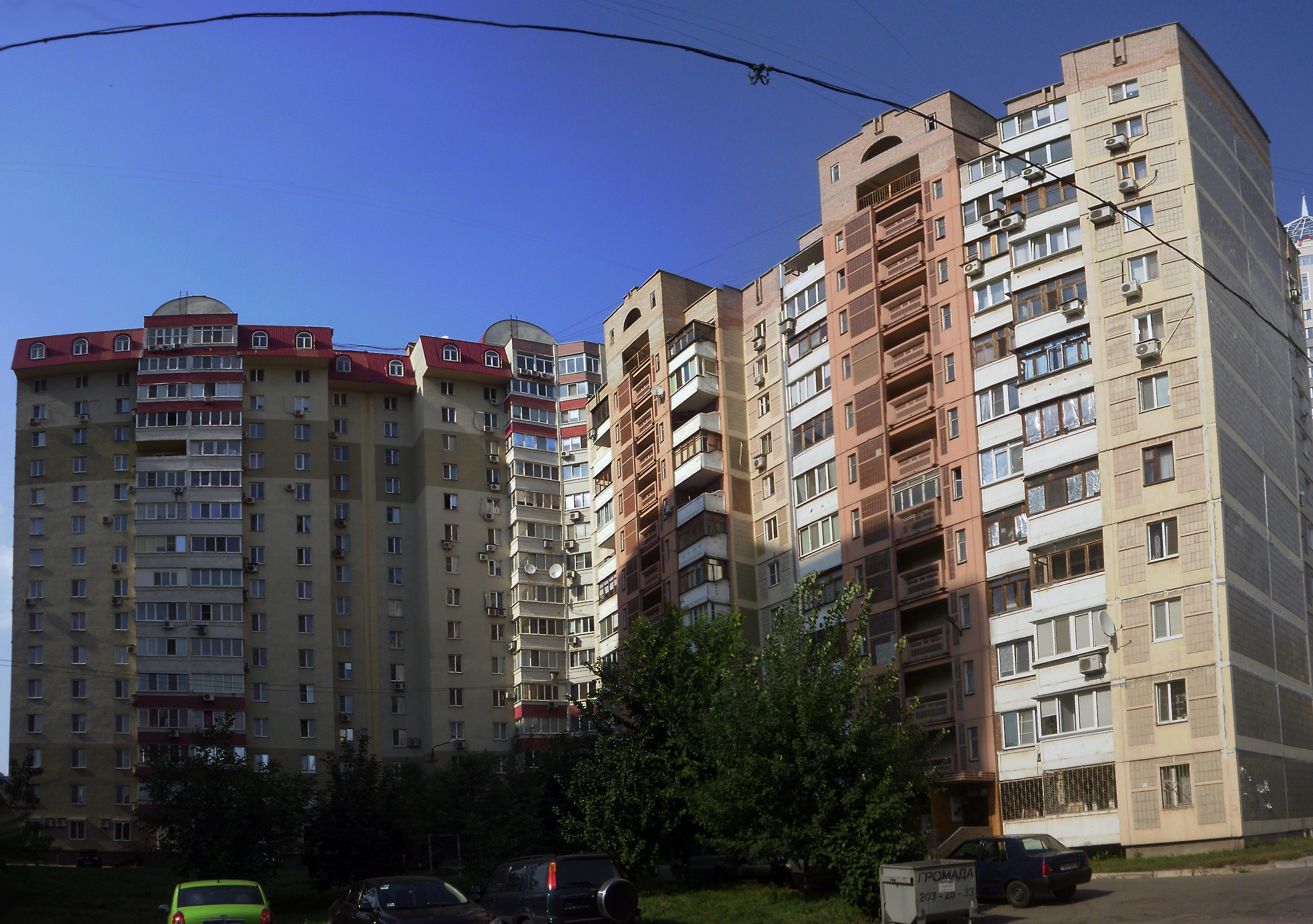
Донецьк, просп. Ілліча, 19

### КР-134

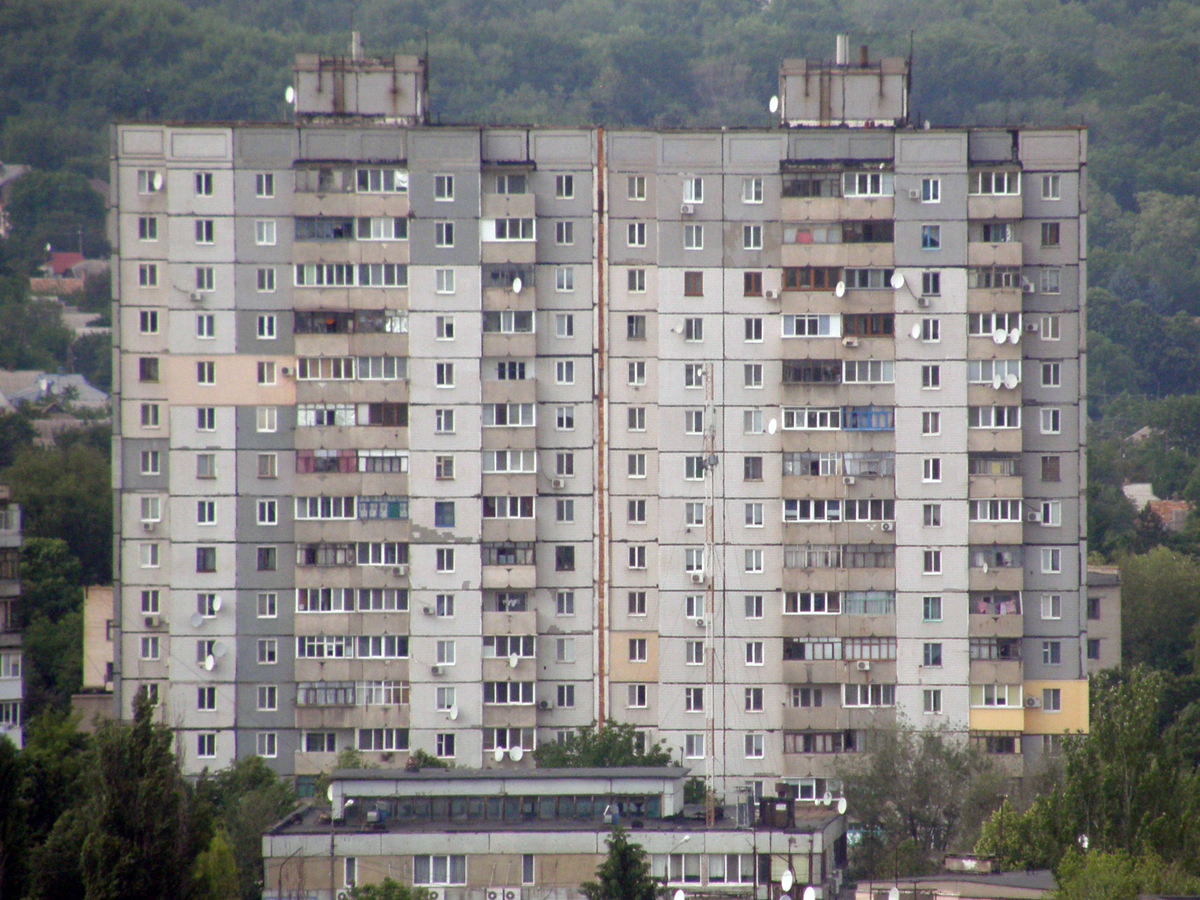
Кривий Ріг, вул. Федора Караманиця, 53А